# Sadeh (královna)
| z · A | d · h · Z1 |

| z · A | d · h · Z1 |

Sadeh byla staroegyptská královna, vedlejší manželka faraóna Mentuhotepa II. z 11. dynastie. Její hrobka (DBXI.7) a malá zdobená kaple byly nalezeny v chrámovém komplexu jejího manžela v Dér el-Bahrí.